# Pudwągi
Pudwągi (deutsch Posewangen) ist ein kleiner Ort in der polnischen Woiwodschaft Ermland-Masuren und gehört zur Gmina Reszel (Stadt- und Landgemeinde Rößel) im Powiat Kętrzyński (Kreis Rastenburg).

## Geographische Lage
Pudwągi liegt in der nördlichen Mitte der Woiwodschaft Ermland-Masuren, sieben Kilometer südwestlich der Kreisstadt Kętrzyn (deutsch Rastenburg).

## Geschichte
Das einstige Posswangen wurde 1785 „ein adlig Gut mit 9 Feuerstellen“ und als Poswangen 1820 „ein adlig Vorwerk mit 5 Feuerstellen“ genannt. 1874 kam der kleine Gutsort zum Amtsbezirk Pötschendorf (polnisch Pieckowo) im Kreis Rastenburg im Regierungsbezirk Königsberg in der preußischen Provinz Ostpreußen. Im Jahre 1820 wurden in Posewangen 38, 1885 = 37, 1905 = 78 und 1910 = 81 Einwohner registriert.
Am 30. September 1928 gab Posewangen seine Eigenständigkeit auf und wurde in die Landgemeinde Pötschendorf (Pieckowo) eingemeindet.  Als 1945 in Kriegsfolge das gesamte südliche Ostpreußen an Polen fiel, war auch Posewangen davon betroffen. Der Ort erhielt die polnische Namensform „Pudwągi“. Heute ist der Weiler eine Ortschaft innerhalb der Stadt- und Landgemeinde Reszel (Rößel) im Powiat Kętrzyński (Kreis Rastenburg), bis 1998 der Woiwodschaft Olsztyn, seither der Woiwodschaft Ermland-Masuren zugehörig. 2006 zählte Pudwągi 22 Einwohner.

## Kirche
Bis 1945 war Posewangen in die evangelische Kirche Bäslack (polnisch Bezławki) in der Kirchenprovinz Ostpreußen der Kirche der Altpreußischen Union sowie in die katholische Pfarrei Rastenburg im damaligen Bistum Ermland eingepfarrt. Heute gehört Pudwągi evangelischerseits zur Pfarrei Kętrzyn in der Diözese Masuren der Evangelisch-Augsburgischen Kirche in Polen. Die katholischen Einwohner orientieren sich weiterhin nach Kętrzyn, jetzt dem Erzbistum Ermland zugeordnet.

## Verkehr
Pudwągi liegt an der bedeutenden Woiwodschaftsstraße 594, die die südwestliche Region des Powiat Kętrzyński durchzieht. Außerdem besteht eine Nebenstraßenverbindung zum Nachbarort Siemki (Scharfs).
Über einen Bahnanschluss verfügt Pudwągi nicht. Von 1908 bis 1945 war der Nachbarort Pötschendorf die nächste Bahnstation und lag an der dann kriegsbedingt eingestellten Bahnstrecke Bischdorf–Neumühl (polnisch Sątopy-Samulewo–Nowy Młyn).